# Greenhill (Dorset)
Greenhill – wieś w Anglii, w hrabstwie Dorset. Leży 10 km na południe od miasta Dorchester i 191 km na południowy zachód od Londynu.